# Bay-sur-Aube
Bay-sur-Aube ist eine französische Gemeinde mit 46 Einwohnern (Stand 1. Januar 2022) im Département Haute-Marne in der Region Grand Est. Sie gehört zum Kanton Villegusien-le-Lac und zum Arrondissement Langres. 

## Lage
Die Gemeinde liegt am Oberlauf des Flusses Aube. Sie ist umgeben von folgenden Nachbargemeinden:
|                 | Saint-Loup-sur-Aujon                        | Rochetaillée      |
| Aulnoy-sur-Aube | Kompassrose, die auf Nachbargemeinden zeigt | Vitry-en-Montagne |
| Germaines       | Auberive                                    | Rouelles          |

## Bevölkerungsentwicklung
| Jahr                       | 1962 | 1968 | 1975 | 1982 | 1990 | 1999 | 2008 | 2018 |
| -------------------------- | ---- | ---- | ---- | ---- | ---- | ---- | ---- | ---- |
| Einwohner                  | 117  | 119  | 72   | 66   | 55   | 54   | 56   | 54   |
| Quellen: Cassini und INSEE |      |      |      |      |      |      |      |      |

## Persönlichkeiten
- Joseph Michel (* 1679 in Bay-sur-Aube; † 1736), Komponist und Organist